# アトランティック・サウスイースト航空2254便空中衝突事故
アトランティック・サウスイースト航空2254便空中衝突事故（アトランティック・サウスイーストこうくう2254びんくちゅしょうとつじこ）はアトランティック・サウスイースト航空の定期便だった2254便がアラバマ州ガズデン上空で民間航空哨戒部隊のセスナ機と空中衝突した事故である。

## 事故の経緯
アトランティック・サウスイースト航空2254便は 、エンブラエル EMB 120 ブラジリア（N217AS）によって運行されていた。ノースウエスト・アラバマ地域空港発ノースイースト・アラバマ地域空港経由のジャクソンビル国際空港行きだった。1990年4月9日にガズデン上空で民間航空哨戒部隊のセスナ 172（N99501）と空中衝突した。2254便はノースイーストアラバマ地域空港の滑走路24から出発した後、ジャクソンビルに向け東を目指し、5,000フィートの指定高度で左旋回した。セスナ172は同じ高度で西へ飛行しており、夕日の方向に向かっていた。サマータイムの18時5分に両機は空中衝突し、2254便の右の水平尾翼が引き裂かれた。大きなダメージを負ったものの、2254便のパイロットはノースイーストアラバマ地域空港に着陸させることに成功した。セスナ172は墜落し乗員乗客2人全員が死亡した。目撃者は、衝突前にどちらの航空機も回避行動を取らなかったと証言した。

## 事故原因
国家運輸安全委員会はこの衝突の原因は、「両方の航空機のクルーの監視が不充分であり、互いが接近してくる相手を把握していなかったこと」だとした。また、セスナ 172のクルーは西日が眩しく視界を遮られていた可能性があると述べた。